# Gephyromantis eiselti
Gephyromantis eiselti är en groddjursart som beskrevs av Jean Guibé 1975. Gephyromantis eiselti ingår i släktet Gephyromantis och familjen Mantellidae. IUCN kategoriserar arten globalt som otillräckligt studerad. Inga underarter finns listade i Catalogue of Life.